# Phú Lãm
Phú Lãm là một phường thuộc quận Hà Đông, thành phố Hà Nội, Việt Nam.

## Địa lý
Địa giới hành chính phường Phú Lãm:
- Phía đông giáp phường Phú Lương
- Phía tây giáp các phường Yên Nghĩa và Đồng Mai
- Phía nam giáp huyện Thanh Oai
- Phía bắc giáp các phường Yên Nghĩa và Phú La.

Phường có diện tích là 2,66 km², dân số năm 2021 là 13.109 người, mật độ dân số đạt 4.928 người/km².

## Lịch sử
Trước đây, Phú Lãm là một xã thuộc huyện Thanh Oai.
Ngày 23 tháng 9 năm 2003, Chính phủ ban hành Nghị định 107/2003/NĐ-CP. Theo đó, chuyển toàn bộ 271,16 ha diện tích tự nhiên và 5.012 người của xã Phú Lương về thị xã Hà Đông quản lý.
Ngày 27 tháng 12 năm 2006, xã Phú Lãm thuộc thành phố Hà Đông mới thành lập.
Ngày 8 tháng 5 năm 2009, Chính phủ ban hành Nghị quyết 19/NQ-CP. Theo đó, thành lập quận Hà Đông trên cơ sở toàn bộ diện tích, dân số của quận Hà Đông và thành lập phường Phú Lãm thuộc quận Hà Đông trên cơ sở toàn bộ diện tích, dân số của xã Phú Lãm.
Sau khi thành lập, phường Phú Lãm có 266,42 ha diện tích tự nhiên, dân số là 15.210 người.